# Avá. Revista de Antropología
Avá. Revista de Antropología, conocida simplemente como Avá, es una revista académica publicada por el Programa de Postgrado en Antropología social que forma parte de la Secretaría de Investigación y Postgrado de la Facultad de Humanidades y Ciencias Sociales de la Universidad Nacional de Misiones.

## Misión y objetivos
El objetivo de la revista científica es publicar trabajos originales relacionados con la antropología social y otras disciplinas que forman parte de las ciencias sociales. De esta forma, pretende ser una ventana para dar a conocer y difundir diferentes trabajos que sean el resultado de investigaciones teóricas o empíricas tanto de nivel nacional como internacional. Los trabajos son revisados por pares, y se aceptan diferentes tipos de contribuciones, como artículos completos, trabajos surgidos de conferencias, entrevistas a personalidades, traducciones de trabajos, y reseñas de libros en español y portugués.
La revista se publica de forma semestral, es de acceso abierto bajo una licencia Creative Commons (CC BY-NC-SA 4), es gratuita y los artículos publicados son revisados por pares.
El primer número salió publicado en el año 2000, y hasta el número 8 (2005) se publicó únicamente en formato papel. El número 9 del año 2009 fue el primero en formato papel y online, y el último anual. A partir del número 10 (2010) comenzó a ser semestral, editándose dos números al año. A su vez, hasta el número 25 se continuó editando en papel, dejándose sólo de forma online desde el número 26 (principios del 2015).

## Indexación
La revista está indexada en: SciELO (Scientific Electronic Library Online) Argentina, Redalyc (Red de Revistas Científicas de América Latina y el Caribe, España y Portugal), Catálogo del sistema Latindex, DOAJ (Directory of Open Access Journal), y en el Núcleo Básico de Revistas Científicas (CAICyT – CONICET).